# Maquiavelismo (psicología)

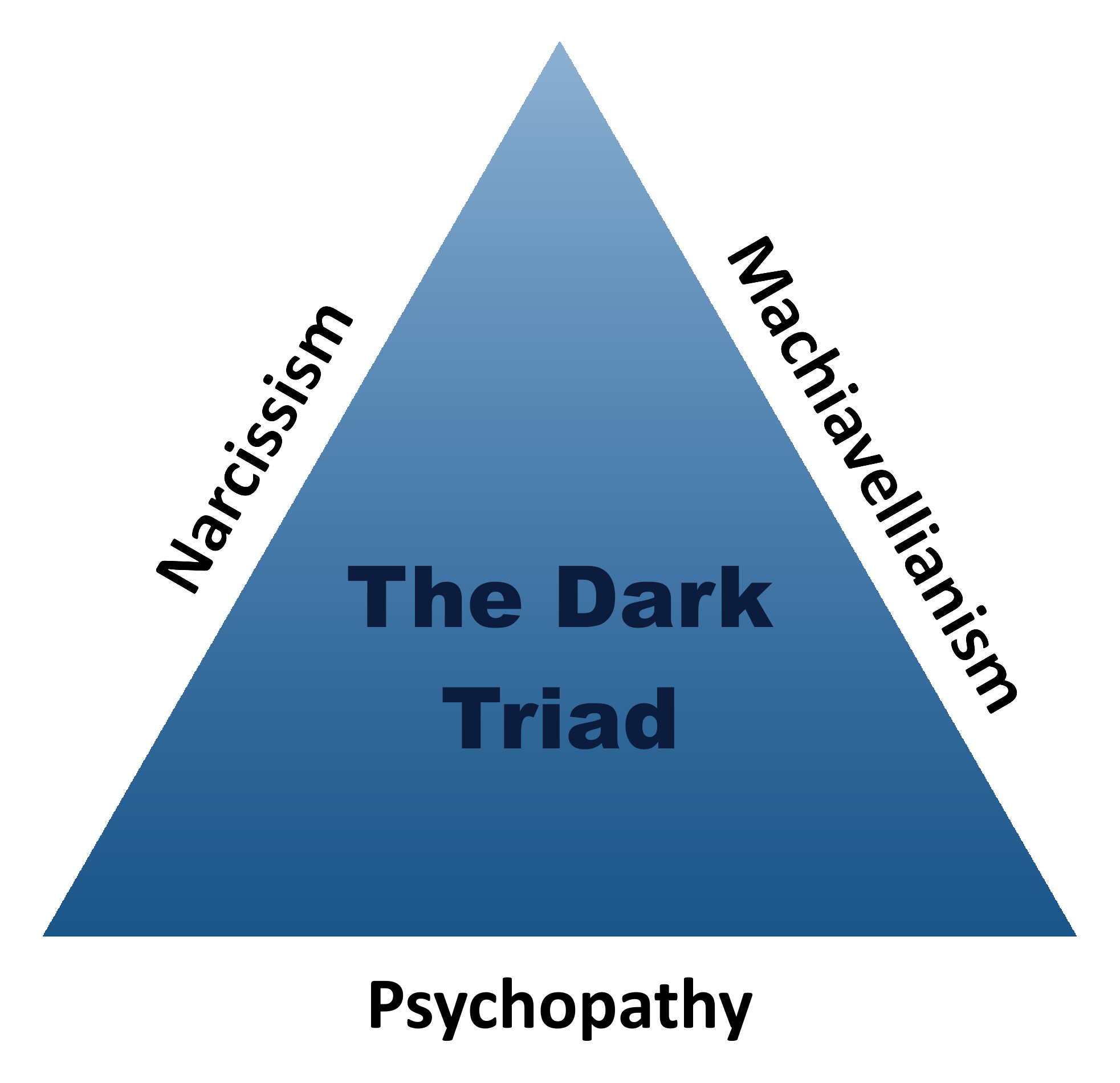
El maquiavelismo es uno de los rasgos del modelo de la tríada oscura, junto con la psicopatía y el narcisismo.

En el campo de la psicología de la personalidad, el maquiavelismo (a veces abreviado como MACH) es cómo se ha denominado un rasgo de personalidad caracterizado por la manipulación, la indiferencia hacia la moral, la falta de empatía y un enfoque calculado en el interés propio.   El término tiene también un significado político. La RAE recoge ambas acepciones.
Los psicólogos Richard Christie y Florence L. Geis crearon el constructo (psicología) y lo bautizaron en honor a Nicolás Maquiavelo, ya que utilizaban enunciados truncados y editados similares a su estilo de escritura para estudiar las variaciones en los comportamientos humanos.   La relación del constructo con el pensador renacentista es exclusivamente nominal. Su prueba Mach IV (no debe confundirse con el número Mach, una medida de velocidad de aviones), un test de personalidad de 20 preguntas en escala Likert, se convirtió en la herramienta de autoevaluación estándar y en la escala del constructo "maquiavelismo". 
Quienes obtienen una puntuación alta en esta escala (denominados High Machs) tienen más probabilidades de comportarse con un alto nivel de engaño, explotación y un temperamento frío y sin emociones. 
Es uno de los rasgos de la tríada oscura, junto con las versiones subclínicas del narcisismo y la psicopatía.  

## Origen del constructo

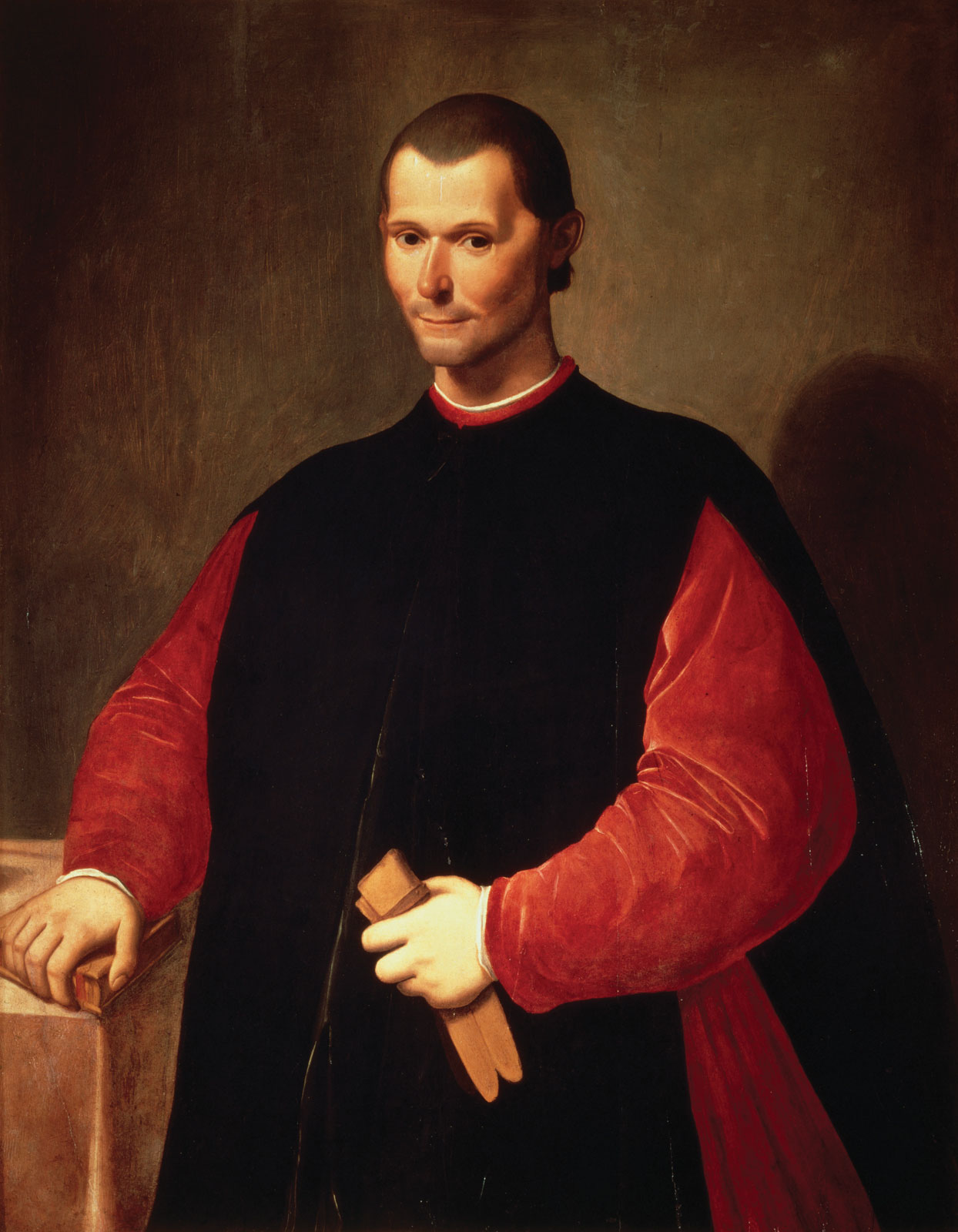
Richard Christie basó libremente algunos de los elementos de su psicometría en el estilo de prosa de Maquiavelo.

### Adaptación de Maquiavelo para uso psicométrico
En 1955, el psicólogo Richard Christie se propuso estudiar los procesos de pensamiento y las acciones de quienes manipulaban a otros, como los ideólogos políticos y los los extremistas religiosos. Descubrió que había mucha literatura sobre quienes seguían organizaciones y movimientos, pero muy poca sobre quienes los dirigían. Comenzó conceptualizando qué cualidades tendría un potencial manipulador, como la falta de empatía y afecto y la indiferencia hacia la moral (no actúa según lo que está bien o mal, sino según lo que le conviene). Posteriormente, cuando Christie estaba desarrollando un método para medir la manipulación interpersonal, recordó que había tomado contacto con los escritos de Maquiavelo cuando era estudiante universitario, y quiso adaptarlos a su investigación. 
En la década de 1960, Christie y sus colegas desarrollaron una prueba utilizando una selección de sus propias afirmaciones, incluyendo oraciones "truncadas" que consideraban similares al estilo general de escritura encontrado en obras de Maquiavelo como El príncipe y Discursos sobre la primera década de Tito Livio.
Esto es muy cuestionableː Maquiavelo escribió en italiano, con un estilo específico, muy de la época, que en una visión actual se podría calificar de enfático. No queda claro si Christie tomó contacto con el texto original italiano, o con una traducción al inglés, un idioma que es más limitado en sus posibilidades de ordenación de las partes de la frase. En todo caso, un buen conocedor del estilo de Maquiavelo, Elisur Arteaga Nava, no aprecia frases truncadas, sino con una determinada ordenación pensada para resaltar la acciónː «Hanno, Lorenzo, molti tenuto e tengono questa opinione: (Han, Lorenzo, muchos tenido y tienen esta opinión…)». Este Lorenzo es Lorenzo de Médici.
Christie y sus colegas denominaron "maquiavelismo" al constructo que deseaban medir, en honor del pensador italiano.   Querían evaluar si quienes se mostraban de acuerdo con esas afirmaciones se comportarían de manera diferente a quienes discrepaban de ellas, específicamente en lo que respecta a acciones manipuladoras. Christie y su compañera de investigación Florence L. Geis publicaron sus resultados en el libro Estudios sobre el maquiavelismo (1970). 
Christie restó importancia a la dificultad de adaptar los escritos de Maquiavelo a una prueba no política, con la broma de que su consejo era «más apropiado para los príncipes del Renacimiento» que para los estudiantes universitarios. Christie utilizó un lenguaje más coloquial y cotidiano al crear los elementos de la escala. Empleó para su test frases que le parecieron «teóricamente congruentes con» o muy vagamente similares al estilo de Maquiavelo, en lugar de citaciones directas de sus obras. 

### Sobre el nombre de la escala
Si bien el concepto se denomina «maquiavelismo», no se refiere a la teoría política propugnada en los libros de Maquiavelo (también llamada maquiavelismo).  Como ambos conceptos comparten el mismo nombre, pueden confundirse y combinarse entre sí, aunque las ideas políticas del italiano no sean relevantes para la psicología.   Los académicos han afirmado que el constructo no tiene relación con Maquiavelo más allá de llevar su nombre, y que no tiene nada que ver con su filosofía política. El propio Christie deja claro que utilizó frases inspiradas en las obras de Maquiavelo sólo como una especie de prueba de fuego para estudiar el comportamiento engañoso y manipulador, y que su preocupación no era la influencia histórica o política de Maquiavelo, afirmando específicamente que:
Los historiadores no se ponen de acuerdo sobre si Maquiavelo fue un cínico que escribió sátira política, un patriota o el primer politólogo moderno. El presente trabajo no se centra en Maquiavelo como figura histórica, sino como fuente de ideas sobre quienes manipulan a otros.
Christie afirmó que eligió el nombre "maquiavelismo" por conveniencia, ya que otros nombres como "escala M" (M por manipulación) y "escala Ma" (que fue utilizada por el Inventario Multifásico de Personalidad de Minnesota para la hipomanía) ya habían sido tomados. También se consideraron los nombres de la escala "manipulador" u "operador", pero estos términos tenían problemas respecto de su validez conductual. 
Asimismo, Christie admite que utilizar el nombre "maquiavelismo" para la escala «crearía problemas de incomprensión» debido al significado político preexistente del término. En un ensayo posterior, Christie incluso afirma que algunos han considerado problemático el nombre y que «se ha cuestionado el uso de la palabra maquiavelismo para describir el contenido de las escalas». 

### Mach-IV
La prueba MACH IV de Christie y Geis, un test de personalidad de 20 preguntas en escala Likert, se convirtió en la herramienta de autoinforme estándar para medir el nivel de maquiavelismo de una persona. Quienes obtienen una puntuación alta se clasifican como Mach altos, mientras que los que obtienen una puntuación baja se consideran como Mach bajos.
También se utiliza el término "maquiavélico", pero tiene un uso mucho más técnico en este contexto, y ha sido adoptado por los psicólogos para referirse a esta escala y a quienes obtienen una puntuación alta en ella. 
Utilizando su escala, Christie y Geis llevaron a cabo múltiples pruebas experimentales que demostraron que los enfoques interpersonales y el comportamiento de los "Mach altos" y los "Mach bajos" difieren.
Los altos tienden a respaldar declaraciones manipuladoras y se comportan en consecuencia, al contrario que los bajos.
Los altos tienden a aprobar afirmaciones como: «Nunca le digas a nadie la verdadera razón por la que hiciste algo a menos que sea útil hacerlo» (n° 1), pero no afirmaciones como: «La mayoría de las personas son básicamente buenas y amables» (n° 4), «No hay excusa para mentirle a alguien» (n° 7) o «La mayoría de las personas que prosperan en el mundo llevan vidas limpias y morales» (n° 11).
Los resultados de Christie y Geis se han replicado ampliamente. Los varones obtienen, en promedio, una puntuación ligeramente superior en maquiavelismo que las mujeres. 
La prueba Mach IV influyó en la creación de una evaluación llamada Dirty Dozen (por imitación de la película Doce del patíbulo, que en inglés tenía ese título), que contiene 12 ítems, y la Short Dark Triad, compuesta por 27 ítems. El MACH-IV (y otras pruebas de maquiavelismo psicológico) también incluyen preguntas inspiradas vagamente en otros pensadores, como autores políticos chinos, no solo en Maquiavelo.  

## Comparación de personas con maquiavelismo alto y bajo
Como todos los rasgos de personalidad, el maquiavelismo es una característica que existe en un espectro o continuoː   no hay solo personas que puntúan alto en maquiavelismo y personas que puntúan bajo, sino que también hay personas que obtienen puntuaciones medias, alguna muy baja, etc. 
Christie y otros observaron que quienes puntuaban alto eran más propensos a hacer trampa en juegos experimentales, a manipular a quienes los rodeaban y, en general, eran distantes en sus interacciones. Esto se oponía a la conducta de quienes puntuaban bajo, que consideraban inmorales tales conductas y se abstenían de ellas.
Cuanto más alto puntúe alguien en maquiavelismo, más probable es que engañe y explote a otros, tenga un comportamiento sin principios y carezca de empatía.

## Características principales
Al desarrollar el concepto, Christie teorizó que un "manipulador" u "operador" (en inglés operator tiene acepciones de tramposo; en español, operador es un término neutro) poseería las siguientes características: 
1. Una relativa falta de afecto en las relaciones interpersonales: los manipuladores no empatizan con sus víctimas. Cuanto más empatía tengamos, dice Christie, menos probable será que manipulemos a una persona para que haga lo que queremos.
2. Falta de preocupación por la moral: Christie afirma que al manipulador no le preocupa que comportamientos como mentir y engañar sean inmorales. Los llevará a cabo si lo estima conveniente.
3. Ausencia de psicopatología grave: Christie afirma que los manipuladores suelen tener una visión instrumentalista del mundo, lo que muestra una ausencia de psicosis (pérdida de contacto con la realidad) u otros deterioros mentales.
4. Bajo compromiso ideológico: los manipuladores prefieren centrarse en hacer las cosas de forma pragmática en lugar de centrarse en lealtades ideológicas. Christie afirma que, si bien los manipuladores se pueden encontrar en organizaciones con ideales diferentes, es más probable que estén interesados en tácticas que logren fines individuales que en fines idealistas inflexibles.

### Modelo de 5 factores
Según el recientemente ideado modelo de 5 factores del maquiavelismo, en el constructo subyacen 3 características:
- Antagonismo: manipulación, cinismo, egoísmo, insensibilidad y arrogancia
- Planificación: deliberación y orden
- Agencia: esfuerzo y logro, asertividad, confianza en uno mismo, invulnerabilidad emocional, actividad y competencia

## Causas

### Genética y crianza
Varios estudios de genética conductual han demostrado que condiciones genéticas y ambientales influyen en que las personas desarrollen mayor o menor maquiavelismo.    Los investigadores han observado que, si bien este rasgo es hereditario en gran medida, también puede verse influido por el entorno compartido (es decir, los grupos de hermanos) un poco más que el narcisismo y la psicopatía.  Otros rasgos asociados con el maquiavelismo también están influidos por la genética, como señala un estudio: «La coexistencia de alexitimia y maquiavelismo fue influida principalmente por factores genéticos y, en menor medida pero significativa, por factores ambientales no compartidos». El maquiavelismo también está estrechamente correlacionado con la psicopatía primaria, que es en sí misma fuertemente hereditaria. Un estudio sobre el núcleo de los rasgos de la tríada oscura también destacó que los rasgos residuales del maquiavelismo tenían «componentes genéticos significativos». La relación entre el maquiavelismo y la fortaleza mental también está moderada por factores ambientales y una base genética.
Un estudio halló que un gen responsable de la recepción de dopamina estaba asociado positivamente con individuos que obtuvieron puntuaciones elevadas en maquiavelismo, pero no está claro qué mecanismos específicos causan este efecto.  Otro estudio señaló que la emocionalidad del maquiavelismo también podría estar determinada genéticamente. Los autores afirman que «es de esperar que, en el caso del maquiavelismo, la influencia genética se manifieste afectando la esfera emocional». Esta insensibilidad afectiva, como la denomina McIlwain (2003), hace a los maquiavélicos semejantes a los psicópatas. En el estudio de Vernon et al. (2008), halló una correlación entre los factores genéticos del maquiavelismo y los de la psicopatía, lo que sugiere que la variabilidad de ambos rasgos de personalidad se ve afectada en gran medida por los mismos genes. El «síndrome de la frialdad», determinado genéticamente, facilita que el niño utilice la manipulación efectiva, lo que lleva al desarrollo de una estrategia de comportamiento permanente, a la vez que lo protege de castigos internos como la vergüenza o la culpa».
Los estudios han encontrado un vínculo entre el maquiavelismo y una respuesta de cortisol al despertar (CAR) atenuada. La respuesta de cortisol al despertar de una persona se ha asociado con una falta de empatía afectiva y es altamente hereditaria. 

### Causas ambientales
Se consideran causas ambientales (como el entorno compartido y no compartido) que contribuyen al desarrollo del maquiavelismo el maltrato y la negligencia infantil, el refuerzo social de conductas manipuladoras desde una edad temprana y el mal funcionamiento familiar.  Un estudio incluso afirmó que «la etiología del maquiavelismo, de manera similar al desarrollo de un patrón de rechazo-evitatividad, se origina en parte de experiencias infantiles obtenidas en relaciones con cuidadores inexpresivos, menos comprensivos, altamente punitivos o restrictivos». En muchos estudios, el maquiavelismo se ha correlacionado estrechamente con atmósferas familiares negativas, soledad y experiencias parentales adversas. 
Un estudio señaló que el castigo condujo específicamente a la aparición de tácticas interpersonales engañosas y explotadoras. Los autores del estudio concluyeron que estos resultados podrían respaldar la idea de que los rasgos de personalidad maquiavélicos son posibles respuestas estratégicas a las adversidades padecidas en la infancia. Otro estudio halló que los rasgos del maquiavelismo eran una respuesta a esquemas desadaptativos tempranos (EMS por sus siglas en inglés), esencialmente estrategias de afrontamiento de la privación emocional, la desconfianza, el abuso y el rechazo del cuidador.
El cuidado parental irregular, como por ejemplo una madre negligente y un padre sobreprotector, también se ha correlacionado con el maquiavelismo. La influencia hereditaria en el maquiavelismo puede hacer que resulte difícil separar las bases genéticas de los efectos de la crianza parental y los factores ambientales. Otro estudio también reafirmó que es difícil separar las contribuciones genéticas de los entornos de crianza, y que «los padres negativos podrían tener un alto grado de rasgos maquiavélicos y, por lo tanto, la transmisión podría ser genética en lugar de experiencial».
En general, Jones (2020) afirma que «puede haber una gran variedad de razones, incluidas algunas ambientales, por las que alguien se vuelve cínico, ignora habitualmente la moralidad o recurre a la persuasión manipuladora. Puede haber otros que nacen cínicos, manipuladores y amorales. Por lo tanto, puede haber diferencias etiológicas que conduzcan a diferencias en la fijación del rasgo y en su expresión».

### Maquiavelismo en los niños
Desde la creación del constructo en la década de 1960, ha habido una amplia investigación sobre el maquiavelismo en niños pequeños y adolescentes, a través de un test denominado "Kiddie Mach".  El primer estudio se realizó en 1966 como parte de la tesis doctoral de Dorothea Braginsky, con sujetos de tan solo 10 años de edad. Los estudios han demostrado que el maquiavelismo y los otros 2 rasgos de la tríada oscura ya estaban presentes en niños de edad preescolar, y eran más pronunciados en adolescentes de 11 a 17 años.
Se han realizado estudios para medir el maquiavelismo en niños de 6 años utilizando informantes adultos para analizar el comportamiento del niño.  También se investigaron en profundidad las conductas engañosas de niños, incluso de tan solo 3 años de edad. Los informes de pares sugieren que los niños con un mayor nivel de maquiavelismo exhiben conductas como el uso de enfoques —tanto prosociales como coercitivos— en función de cuánto se puede ganar en una situación, y tienden a manipular indirectamente. Los niños que obtienen puntuaciones altas en maquiavelismo tienden a tener más éxito en la manipulación, lo hacen con más frecuencia y mejor que quienes sacan puntuaciones bajas.
Los niveles de maquiavelismo de los progenitores parecen tener un ligero efecto en el nivel de su descendenciaː el nivel de la madre no tuvo un efecto significativo sobre el nivel de su hijo, pero el del padre sí estaba positivamente correlacionado. Un estudio concluyó que «el maquiavelismo parental es un predictor y quizás una causa de las creencias maquiavélicas de los niños y su éxito manipulador».
El maquiavelismo también está correlacionado con la agresión infantil, especialmente en lo que respecta al control de las jerarquías sociales. Un estudio halló una tendencia ascendente de maquiavelismo desde la niñez tardía hasta la adolescencia, cuando se cree que los niveles de maquiavelismo alcanzan su máximo. Desde la adolescencia y durante toda la edad adulta hay una tendencia descendente significativa y constante en lo que respecta a los niveles de maquiavelismo, hasta la edad de 65 años, cuando se alcanza el mínimo de toda la vida.
La consideración que los niños con alto maquiavelismo tienen entre sus pares (por ejemplo, sus compañeros de clase) resulta inconsistente: algunos investigadores concluyen que los jóvenes con alto maquiavelismo son calificados como populares, y otros hallan que son menos queridos por sus pares. Un estudio con niños griegos de 8 a 12 años de edad señaló que los niños con mayor maquiavelismo mostraban tendencias agresivas y eran más propensos a intimidar a otros, aunque las tácticas variaban según el género. 

## Tríada oscura
En 1998, a John McHoskey, William Worzel y Christopher Szyarto les pareció que el narcisismo, el maquiavelismo y la psicopatía eran términos más o menos intercambiables en muestras normales de población.  Delroy L. Paulhus y McHoskey debatieron estas perspectivas en una conferencia de la Asociación Americana de Psicología, inspirando un conjunto de investigaciones que continúa creciendo en la literatura publicada. Delroy Paulhus y Kevin Williams encontraron suficientes diferencias entre los rasgos para sugerir que eran distintos a pesar de sus similitudes, por lo que se conceptualizó el concepto de una "tríada" de rasgos de personalidad repulsivos. Se han realizado investigaciones sobre el maquiavelismo utilizando varias medidas de tríada oscura, incluidas la Tríada Oscura Corta (SD3) y la prueba de la Docena Sucia de la Tríada Oscura. 
Miller, Lynam y Sharpe (2022) afirman que la razón por la que la naturaleza multidimensional del maquiavelismo ha «recibido menos atención» es porque hay «poca investigación sobre el maquiavelismo fuera del contexto de la tríada oscura».

### Psicopatía
Muchos psicólogos consideran que el maquiavelismo es esencialmente indistinguible de la psicopatía, ya que ambos comparten, como sus atributos principales, las tendencias manipuladoras, el desprecio por la moral y la fría insensibilidad. Existe un debate inmenso y continuo entre los investigadores sobre si el maquiavelismo y la psicopatía deberían tratarse como el mismo constructo, o al menos tratar el maquiavelismo como un subconjunto de la psicopatía. Cuando se evaluó a los Mach Altos, obtuvieron consistentemente puntuaciones altas en medidas de psicopatía, más que los Mach Bajos. Los psicópatas primarios también obtuvieron puntuaciones más altas en la escala de maquiavelismo que los psicópatas secundarios (los psicópatas primarios, o auténticos, comenten actos antisociales sin miedo ni remordimiento, mientras que los secundarios cometen los mismos actos, pero con remordimiento y temor). Según John McHoskey, la prueba MACH-IV es simplemente «una medida global de la psicopatía en poblaciones no institucionalizadas», y que esto es resultado de la desconexión entre la psicología clínica y la psicología de la personalidad.
Muchos han afirmado que la escala de maquiavelismo no mide nada más que la psicopatía "exitosa" o la psicopatía sin características clínicas extremas. Incluso en comparación con otros rasgos "oscuros", las investigaciones han demostrado que la psicopatía se correlaciona con el maquiavelismo mucho más que con el narcisismo.  Algunos autores han afirmado que el maquiavelismo y la psicopatía representan el problema de una jingle-jangle fallacy (que se traduce al español por <i>falacia de tintineo</i> o falacia tintineante, pero que pierde el sentido en la traducción, porque jingle es tintineo, mientras que jangle es estrépito; una mejor traducción sería falacia digo-Diego, pues consiste en creer que 2 cosas diferentes son lo mismo porque tienen nombres parecidos, o creer que 2 cosas idénticas o casi son diferentes porque reciben distintos nombres), ya que ambos constructos reciben nombres diferentes pero describen el mismo concepto.
Un artículo reciente publicado en 2022 afirmó que el maquiavelismo «es teóricamente distinto de la psicopatía, pero empíricamente son casi indistinguibles». Beverly Fehr incluso sugirió que los psicópatas podrían ser simplemente «Mach altos que han infringido la ley». Robert Hare, autor de la lista de verificación de psicopatía (PCL por sus siglas en inglés), afirmó que el maquiavelismo está más estrechamente relacionado con el factor 1 de la PCL, el desapego afectivo, que con el factor 2, un estilo de vida antisocial. Según Christopher Patrick, las puntuaciones altas en esta lista se correlacionaban con puntuaciones mucho más altas en maquiavelismo, así como con puntuaciones más altas en audacia y agresividad.
Los investigadores señalan que el maquiavelismo está bien representado en cada medida de psicopatía, como las características del Factor 1 en la Lista de Verificación de Psicopatía, más específicamente rasgos como "estafador/manipulador", "mentira patológica", "insensible/falta de empatía" y "labia/encanto superficial".  Donald Lynam y otros señalaron que el maquiavelismo también está representado en el factor "Manipulación interpersonal" en la Escala de autoinforme de psicopatía III de Hare y en la escala "Manipulación" en la Evaluación elemental de psicopatía. 
Los investigadores afirman que «en última instancia, las medidas de psicopatía y MACH parecen estar midiendo el mismo constructo, y las evaluaciones MACH no logran capturar el constructo como se articula en las descripciones teóricas».
Michael Levenson, autor de la Escala de autoinforme de psicopatía de Levenson, discrepó de la noción de distinguir el maquiavelismo de la psicopatía, afirmando que «no concuerda» con la investigación empírica que muestra que el maquiavelismo está fuertemente relacionado con la psicopatía primaria.
El maquiavelismo tiene una fuerte relación con la psicopatía primaria y secundaria en la prueba con autoinforme de Levenson. En experimentos, quienes puntuaron alto en maquiavelismo también lo hicieron en la subescala de desviación psicopática en el Inventario multifásico de personalidad de Minnesota (MMPI, un test de personalidad).  
En el Inventario de personalidad psicopática, creado por Scott Lilienfeld y Brian Andrews, hay incluso una subescala llamada de manera similarː "egocentrismo maquiavélico". Se dice que la subescala evalúa una «disposición despiadada y egocéntrica a explotar a otros». 
Tanto el maquiavelismo como la psicopatía se han correlacionado negativamente con el reconocimiento de emociones faciales; un estudio afirma que «si la capacidad de reconocer expresiones faciales es exclusivamente una tarea de empatía afectiva, de hecho explica los déficits de reconocimiento facial encontrados en la psicopatía primaria y el maquiavelismo». Las puntuaciones altas en el cuestionario de medida de la psicopatía triárquica (Triarchic Psychopathy Measure), especialmente la subescala "mezquindad", se correlacionaban fuertemente con el maquiavelismo. 
Un grupo de investigadores señaló que por definición, «las características interpersonales de la psicopatía implican un estilo calculador, astuto y manipulador», por lo que una persona altamente psicopática es ipso facto también una persona con un alto nivel de maquiavelismo.
El maquiavelismo y la psicopatía se superponen tan fuertemente que los investigadores han propuesto fusionar ambos rasgos, preferiblemente incorporando el maquiavelismo a la psicopatía. Ha habido intentos de combinar el maquiavelismo y la psicopatía en un solo concepto, como la formulación de una «díada oscura», en oposición a la «tríada oscura», con la exclusión del narcisismo. 
Un estudio realizado sobre psicópatas criminales señaló que el maquiavelismo mostró la asociación más fuerte con el aspecto afectivo de la psicopatía.

#### Diferencia entre los constructos: control de impulsos
Muchos otros psicólogos afirman que, si bien el maquiavelismo y la psicopatía se superponen en gran medida, hay mucha evidencia que sugiere que son diferentes constructos de la personalidad.   Los psicólogos que destacan las diferencias arguyen que, en total contraste con los maquiavélicos, los psicópatas son impulsivos, tienden a ser imprudentes y carecen de habilidades de planificación a largo plazo.   Delroy Paulhus y otros han afirmado que esta diferencia entre ambos rasgos suele subestimarse.
Los estudiosos también señalan que aquellos con un alto nivel de maquiavelismo pueden retrasar la gratificación y tienen más sensibilidad al castigo y conciencia de las consecuencias que los psicópatas.
Aunque ambos rasgos tienen una base hereditaria, el maquiavelismo está más influido por el entorno que la psicopatía. Los High Machs son descritos como "maestros de la manipulación", mucho mejores en ella que los psicópatas y los narcisistas.
Daniel Jones señala que, si bien tanto los psicópatas como los maquiavélicos comparten una naturaleza manipuladora e insensible, la diferencia entre el maquiavelismo y la psicopatía radica en el tipo de manipulación. El maquiavelismo se caracteriza por una planificación cautelosa y por manipular solo cuando se quiere obtener algo, mientras que la psicopatía se caracteriza por la temeridad y por manipular sin tener en cuenta la situación. Sin embargo, O'Boyle y otros descubrieron que la noción de que el maquiavelismo se caracteriza por la cautela no coincide con la investigación empírica, que muestra una correlación con un comportamiento imprudente en ciertas situaciones.
En respuesta a esta interpretación, Miller et al. (2017) respondieron diciendo que la investigación empírica arroja "dudas sustanciales" sobre la noción de que el maquiavelismo es distinguible de la psicopatía, y que, en última instancia, la literatura sobre el maquiavelismo debería enmarcarse como una literatura alternativa sobre la psicopatía, ya que consideran que la literatura sobre el maquiavelismo es mucho más útil para comprender la psicopatía.

### Narcisismo
Las personas con un alto nivel de maquiavelismo y narcisismo manipulan para mejorar su reputación y la forma en que las ven los demás.  Estas personas manipulan como una forma de autoengrandecimiento, para aumentar sus posibilidades de éxito en una situación determinada. Los puntajes de maquiavelismo se asociaron positivamente con aspectos del narcisismo como la explotación y el "más me merezco" (entitlement), e inversamente con tendencias narcisistas adaptativas, como la autosuficiencia.
Los estudios también han demostrado que quienes puntúan más alto en maquiavelismo son más realistas sobre su carácter, mientras que los narcisistas son menos realistas sobre el suyo. También son menos malévolos y muestran una personalidad socialmente más positiva. Presentan, asimismo, niveles más elevados de felicidad autoevaluada.
Tanto el maquiavelismo como el narcisismo comparten una falta de empatía y un enfoque en el interés propio, aunque los 2 rasgos difieren en cómo se manifiestan en las personas y cuáles son sus motivaciones. 
- Las personas maquiavélicas tienden a moverse por el beneficio personal, mientras que a las narcisistas las impulsa su necesidad de validación y admiración.[121]
- Las personas maquiavélicas tienden a un mejor autocontrol, son menos impulsivas y, en sus interacciones con otros individuos, se centran más en sus intereses personales, mientras que las narcisistas pueden ser más impulsivas y buscar más atención.[122]

En términos de relaciones sociales, los maquiavélicos son más propensos a explotar a otros individuos, mientras que los narcisistas pueden ser más propensos a buscar relaciones que les sirvan para reforzar su autoestima y les brinden la admiración que desean.
En comparación con los narcisistas subclínicos, los maquiavélicos, por las deficiencias emocionales inherentes a su condición, muestran una mayor falta de empatía.

### Delitos de cuello blanco
Las investigaciones han demostrado que las personas con un alto nivel de maquiavelismo pueden estar más dispuestas a cometer delitos de cuello blanco. El psicólogo Daniel Jones ha afirmado que «las personas con un nivel alto de maquiavelismo son más propensas a cometer delitos en el mundo financiero, especialmente delitos que eluden el sistema legal». Delroy Paulhus ha afirmado que el maquiavelismo es el rasgo principal de los delincuentes de cuello blanco y los estafadores, y no la psicopatía, afirmando que:
Aunque la investigación directa sobre este tema es difícil, parece claro que los corredores de bolsa malévolos como Bernie Madoff no pueden calificarse como psicópatas: son maquiavélicos corporativos que utilizan procedimientos deliberados y estratégicos para explotar a otros. Un auténtico psicópata, incluso a nivel subclínico, carece del autocontrol necesario para orquestar los planes de un astuto corredor de bolsa.
En un artículo de investigación, Daniel Jones y otros afirmaron que una persona con un alto nivel de maquiavelismo también podría verse atraída por la ciberdelincuencia, señalando que «si bien no evaluamos directamente los delitos, sí encontramos patrones de infiltración en el sistema que diferían entre los tres rasgos [maquiavelismo, psicopatía y narcisismo], y que el maquiavelismo se asociaba con el enfoque más sigiloso». También afirmaron que el maquiavelismo solo se asociaría con la delincuencia si los beneficios superaban los riesgos. Aclararon que esto se opone al comportamiento de los individuos con un alto nivel de psicopatía, que son propensos a cometer delitos independientemente de la situación. 

### Otras agrupaciones "oscuras"
El maquiavelismo se ha presentado en muchas otras agrupaciones de rasgos de personalidad rechazables, como la tétrada oscura, que añade el sadismo a los rasgos de la tríada oscura. Las características del maquiavelismo también se han considerado como potencialmente correlacionadas con el sadismo.
El artículo titulado "El núcleo oscuro de la personalidad" introdujo un marco teórico para comprender varios "rasgos oscuros" de la personalidad como manifestaciones de un único factor subyacente denominado factor oscuro de la personalidad (abreviadamente, D, de dark, oscuro en inglés). Este factor representa una tendencia disposicional general donde los individuos priorizan su propia utilidad (interés propio) a expensas de los demás, justificando a menudo sus acciones a través de ciertas creencias. El concepto D encapsula todos los principales "rasgos oscuros", además del rencor, el egoísmo, la falta de compromiso moral, el "más me merezco" y el interés propio. Los autores del estudio argumentaron que si bien el maquiavelismo, junto con otros rasgos oscuros como el narcisismo y la psicopatía, tiene sus características únicas, también comparte un núcleo común con estos rasgos, que está encapsulado en el factor D. Esto significa que las personas maquiavélicas tienden a exhibir comportamientos que priorizan su propio beneficio sobre el de los demás, lo cual se correlaciona con características que se alinean con el factor D. Se dice que la manipulación y la insensibilidad son responsables de las covarianzas entre las personalidades oscuras en general.
La tríada luminosa es un terceto de rasgos de personalidadː el kantismo, la fe en la humanidad y el humanismo. Es lo opuesto de la tríada oscura. El kantismo se considera el opuesto del maquiavelismo como su opuesto, ya que se caracteriza por una orientación no explotadora. Tanto "kantismo" como "maquiavelismo" constituyen referencias a influyentes filósofos. Quienes puntúan alto en los rasgos de la tríada luminosa puntúan bajo en maquiavelismo, y viceversa.

## Rasgo, no trastorno
El maquiavelismo nunca ha sido considerado un trastorno, ni ha sido referenciado en ninguna versión del Manual Diagnóstico y Estadístico de los Trastornos Mentales (DSM por sus siglas en inglés) o la Clasificación Internacional de Enfermedades.  Se ha tratado estrictamente como un constructo de personalidad. Es estudiado principalmente por psicólogos de la personalidad, ya que es un estilo de personalidad no clínico. 

## Relaciones con otros rasgos de personalidad
La literatura científica sobre las relaciones entre el maquiavelismo y otros rasgos de la personalidad, como los del modelo de los Cinco Grandes rasgos, es inmensa. El maquiavelismo también se ha relacionado con la agresión interpersonal y el comportamiento hostil.

### Los cinco grandes
Las puntuaciones de Mach-IV se correlacionan negativamente con la cordialidad (coeficiente de correlación r = −0,47; el coeficiente de correlación entre 2 variables puede ir de -1 a 1; cuando el valor absoluto está más cerca de 1 muestra una relación más estrecha, como entre el peso y la estatura de una persona, y cuando está más cerca de cero, menor es la relación) y la concienciación (r = −0,34), 2 rasgos del modelo de personalidad de los cinco grandes (NEO-PI-R). El inventario pentafactorial del maquiavelismo (FFMI por sus siglas en inglés, un tipo de test MACH) corrige esto incluyendo aspectos de alta concienciación en la escala (por ejemplo orden o deliberación). Además, el maquiavelismo se correlaciona más estrechamente con la dimensión de honestidad-humildad del modelo HEXACO de 6 rasgos que con cualquiera de los cinco grandes (cordialidad, concienciación, extraversión, neuroticismo y apertura a la experiencia).
El maquiavelismo también se ha ubicado dentro del circunflejo interpersonal (un modelo para evaluar las relaciones de una persona con las demás), que consiste en los 2 constructos independientes denominados "agencia" (que engloba dominancia, ambición, etc.) y "comunión" (que engloba cordialidad, solidaridad, etc.).   La agencia se refiere a la motivación para tener éxito e individualizar el yo, y se grafica en vertical, mientras que la comunión se refiere a la motivación para colaborar con otros y apoyar los intereses del grupo, y se grafica en horizontal. El maquiavelismo se sitúa en el cuadrante definido por una alta agencia y una baja comunión. Se ha descubierto que el maquiavelismo se encuentra diagonalmente opuesto a otro constructo del circunflejo interpersonal al que se ha denominado autoconstrucción (en inglés, self-construal), una tendencia a preferir la comunión sobre la agencia. Esto sugiere que las personas con un alto nivel de maquiavelismo no solo desean lograr algo, sino que desean hacerlo a expensas de los demás (o, al menos, sin tenerlos en cuenta). 

### Empatía fría y caliente
Se postulan 2 tipos de empatía que las personas utilizan para relacionarse entre sí, a los que se ha denominado empatía caliente y empatía fría.  La empatía fría (o cognitiva) se refiere a la comprensión por una persona de cómo otros individuos podrían reaccionar a las acciones de esa persona o a un determinado evento. La empatía caliente (o empatía emocional/afectiva) se refiere a la reacción emocional de una persona ante las emociones manifestadas por otros individuos. 
En prácticamente todos los estudios, el maquiavelismo se correlacionó negativa y consistentemente con la empatía caliente.    También se correlacionó negativamente con la resonancia afectiva (por ejemplo sentirse bien cuando otros se sienten bien) y positivamente con la disonancia afectiva (por ejemplo sentirse feliz cuando otros están tristes).
Las personas que puntúan alto en maquiavelismo tienden a comprender mejor la empatía fría y no sienten empatía caliente, lo que explica por qué parecen frías e indiferentes. Los resultados de la investigación también han sugerido que estas personas son deficientes sólo en el nivel de empatía caliente (compartir emociones), mientras que su empatía fría está intacta, o incluso es alta. Otro estudio sugirió que las personas maquiavélicas padecen deficiencias en ambos tipos de empatía. Los estudios también afirman que estas personas no sienten culpa ni remordimiento por las consecuencias de sus manipulaciones. Tienen menos probabilidades de ser altruistas y de preocuparse por los problemas de los demás. También son menos expresivas emocionalmente y tienen dificultades para reconocer y comprender las emociones de los demás.
Un estudio propuso que las personas que puntúan alto en maquiavelismo reconocen más automáticamente (es decir, inconscientemente) las emociones negativas de los demás que las personas que puntúan bajo, y aunque no internalizan estas emociones (es decir, a una persona maquiavélica ver a los demás tristes no la entristece), la comprensión de esas emociones puede ayudarlas a manipular a los demás.   
Los niños que puntuaron más alto en maquiavelismo mostraron una falta de empatía y más conductas infractoras (como ausencia de culpa, mentiras, engaños y absentismo escolar) que quienes puntuaron más bajo.
Algunos autores han afirmado que, dado que el maquiavelismo es tan diametralmente contrario a la empatía, debería incluirse en las escalas de empatía como el polo opuesto. Las puntuaciones totales de maquiavelismo y empatía mostraron una correlación negativa significativa.

### Falta de emociones
Uno de los rasgos principales del maquiavelismo es una actitud distante, sin emociones y sin afecto hacia los demás.  Christie y Geis observaron que la principal diferencia entre los que puntuaban alto y bajo en maquiavelismo era el grado de emoción invertido en las relaciones interpersonales, siendo los que tenían una puntuación alta los que menor grado alcanzaban. 
Se han realizado investigaciones sobre el alcance de la baja emocionalidad de quienes obtienen una puntuación alta en la escala de maquiavelismo. Doris Mcllwain señaló que «los maquiavélicos no habitan el ámbito de las emociones de la misma manera que los demás, pero si lo utilizan para manipularlos. No experimentan sentimientos, empatía ni moral de forma normativa. Sin embargo, son manipuladores y engañadores consumados precisamente al explotar estos sentimientos y convicciones en los demás. De esta forma inducen en otros la culpa que ellos mismos apenas sienten».
Un estudio realizado por Farah Ali y otros señaló que las personas maquiavélicas parecen reaccionar emocionalmente a los estímulos de forma similar a la de los psicópatas primarios, diferenciándose únicamente en que experimentan mayores niveles de ansiedad.  El maquiavelismo tiene una relación poco clara con los niveles de ansiedad: algunos investigadores han encontrado correlaciones positivas, mientras que otros no han encontrado ninguna relación.
Las personas que puntúan alto en maquiavelismo son poco hábiles a la hora de expresar sus emociones. 
Un análisis reciente descubrió que, además de actuar mayormente por interés propio, estas personas utilizaban significativamente menos palabras cuando se referían a la implicación emocional. Concluyeron que «este estudio confirmó los hallazgos previos de un carácter tranquilo y racional, una orientación hacia sí mismas y una baja cooperación en dilemas sociales que podría explicarse por su falta de orientación grupal».
Se considera que la alexitimia, un trastorno en la percepción de las emociones, presenta correlaciones significativas con el maquiavelismo.  En pruebas que se han realizado, individuos alexitímicos sanos obtienen puntuaciones altas en maquiavelismo.  Esto no sorprendió a los investigadores, ya que la falta de emotividad del maquiavelismo muestra similitudes con lo que experimentan los alexitímicos. Un estudio examinó la relación entre la alexitimia y la aceptación de creencias asociadas con el maquiavelismo entre estudiantes universitarios. Los resultados mostraron una correlación positiva entre la alexitimia y las creencias explotadoras, lo que sugiere que aquellos con niveles más altos de alexitimia eran más propensos a respaldar la opinión de que manipular a otros es una forma efectiva de satisfacer sus motivos.

### Neuroticismo y depresión
Los investigadores han debatido a menudo los posibles vínculos entre el maquiavelismo, el neuroticismo (otro rasgo de personalidad; no necesariamente una persona que puntúa alto en neuroticismo —término actual, que se emplea— es una persona neurótica, es decir, padece neurosis —término desfasado que ya no se emplea—) y la predisposición a la ansiedad. En un estudio realizado por los psicólogos Hans Eysenck, su esposa Sybil y John Allsopp, señalan que no encontraron "prácticamente ninguna relación" entre el maquiavelismo y el neuroticismo, a diferencia de las relaciones que encontraron con el maquiavelismo y la extroversión - psicoticismo respectivamente.
Sin embargo, John McHoskey encontró vínculos entre el maquiavelismo y el neuroticismo, junto con otros rasgos de personalidad popularizados por Eysenck. Los estudios que utilizan medidas de los cinco grandes rasgos de personalidad han encontrado, en diversos grados, correlaciones positivas o nulas entre el maquiavelismo y el neuroticismo.
El maquiavelismo tiene correlaciones muy escasas con la depresión, y cuanto más alta era la puntuación de maquiavelismo de una persona, menor era su nivel de susceptibilidad a la depresión. Debe tenerse en cuenta que el maquiavelismo es un rasgo de personalidad que tienen todas las personas en mayor o menor medida, mientras que la depresión es una enfermedad que padecen muchas personas durante períodos relativamente cortos de sus vidas. Un estudio señaló que los hombres deprimidos «eran significativamente menos maquiavélicos que los hombres no deprimidos». Por tanto estimaron que «la depresión en los varones puede ser de naturaleza más autoagresiva y autodestructiva». Las personas con alto nivel de inteligencia emocional muestran menos síntomas depresivos.

### Motivación
Una revisión de 1992 describió la motivación de las personas que puntuaban alto en maquiavelismo como relacionada con el egoísmo y el utilizar a los demás como instrumentos, y se asumió que estas personas perseguían sus fines (por ejemplo, sexo, logros, sociabilidad) de formas engañosas. Investigaciones más recientes sobre las motivaciones de estas personas, en comparación con quienes puntuaban bajo, hallaron que daban alta prioridad al dinero, el éxito y la competición, y relativamente baja prioridad a la construcción de la comunidad, el amor propio (self-love en el texto original en inglés; no es exactamente el concepto de la página en español Autoestima a la que lleva la inglesa Self-love; tiene más que ver con la definición de la RAEː «amor que alguien se profesa a sí mismo, y especialmente a su prestigio») y el compromiso familiar. 
Las personas que puntuaban alto en maquiavelismo admitieron que se centraban absolutamente en el logro y en ganar a cualquier precio. Las investigaciones sobre las conductas de estas personas sugieren que están dispuestas a alcanzar sus objetivos infringiendo las reglas, haciendo trampas y robando. Pueden cambiar fácilmente entre trabajar con otros de forma justa y aprovecharse injustamente de ellos si lo consideran necesario. También están más dispuestas a hacer cosas que otros consideran terribles o inmorales. 

### Inteligencia y otras habilidades cognitivas
Debido a su habilidad en la manipulación interpersonal, a menudo se ha asumido que las personas que puntuaban alto en maquiavelismo poseían una inteligencia superior o la capacidad de comprender a otras personas en situaciones sociales. Investigaciones recientes respaldan en cierta medida esta suposición. Sin embargo, otras investigaciones han establecido que el maquiavelismo no está relacionado con el coeficiente intelectual. Paulhus y Williams encontraron «asociaciones significativas entre la psicopatía y el maquiavelismo con un cociente intelectual no verbal relativamente más alto que el verbal».
Los estudios sobre la inteligencia emocional generalmente han encontrado que un alto maquiavelismo está asociado con una baja inteligencia emocional, evaluada tanto mediante medidas de desempeño como mediante cuestionarios.
Las investigaciones han examinado la relación entre la inteligencia emocional (IE) como rasgo, el maquiavelismo y el rasgo de personalidad de la cordialidad. Un artículo al respecto revelaba que, si bien la IE como rasgo y la capacidad de gestionar las emociones de los demás estaban correlacionadas negativamente con el maquiavelismo, esta relación estaba mediada por la cordialidadː quienes presentaban alta IE tendían a bajo maquiavelismo, principalmente porque mostraban alta cordialidad, lo que reflejaba una naturaleza cooperativa y un comportamiento prosocial.
Otro estudio descubrió que el maquiavelismo estaba negativamente correlacionado con la mayoría de las facetas de la inteligencia socioemocional (IES), incluidas la expresividad social, la sensibilidad social, la expresividad emocional y la sensibilidad emocional. Sin embargo, el maquiavelismo no mostró una relación significativa con el control emocional, que implica regular las propias manifestaciones emocionales. El maquiavelismo se asociaba positivamente con la manipulación emocional y la tendencia a influir solapadamente en las emociones de los demás. A pesar de esta asociación, el maquiavelismo no moderó la relación entre ninguna faceta de la IES y la manipulación emocional. Esto sugiere que, si bien los maquiavélicos tienden a un comportamiento emocionalmente manipulador, es posible que no estén utilizando habilidades socioemocionales para ese fin. Los autores proponen que esto podría deberse a la perspectiva externa y no emocional de la persona.
Se ha demostrado que tanto la empatía emocional como el reconocimiento de las emociones se correlacionan negativamente con el maquiavelismo.  Además, las investigaciones han demostrado que el maquiavelismo no está relacionado con una teoría de la mente más avanzada, es decir, la capacidad de anticipar lo que otros están pensando en situaciones sociales. Sin embargo, los resultados de las investigaciones han sugerido el punto de vista contrario.
En lo que respecta a la manipulación, los individuos con un alto nivel de maquiavelismo pueden, según Bereczkei, «poseer ciertas habilidades cognitivas y sociales que les permiten adaptarse adecuadamente a las circunstancias ambientales». También son increíblemente perceptivos a la presencia de los demás y son capaces de fingir altruismo para mejorar su reputación. Un estudio reciente investigó si el maquiavelismo está asociado con la producción de "palabrería" (en inglés, bullshit), que se define como información inexacta o sin sentido destinada a impresionar, persuadir o engañar. Los investigadores descubrieron que el aspecto manipulador del maquiavelismo (enfoque maquiavélico) estaba vinculado a las "mentiras persuasivas", destinadas a obtener los recursos deseados. El aspecto desconfiado (evitación maquiavélica) estaba asociado con las "evasivas", la difusión de información vaga para evitar desventajas. Aquellos con un alto nivel de evitación maquiavélica eran incluso mejores a la hora de distinguir la información errónea de la valiosa.

### Estudios neurológicos
Ha habido pocos estudios sobre las estructuras neuronales relacionadas con un mayor grado de maquiavelismo. Las investigaciones han demostrado que el maquiavelismo se ha correlacionado con cambios en la sustancia gris en las áreas de los ganglios basales, la corteza prefrontal izquierda, bilateralmente en la ínsula, y en el hipocampo derecho y el giro parahipocampal izquierdo.
El investigador Tamas Bereczkei afirmó que la habilidad de manipulación de los maquiavélicos está asociada con correlatos neuronales que son responsables de la toma de decisiones.  También señaló que las conductas asociadas con el maquiavelismo requieren «requerir más recursos neuronales que una conducta honrada, especialmente cuando los manipuladores se enfrentan a un compañero cooperativo como víctima potencial. Los maquiavélicos deben inhibir la norma de reciprocidad y, además, generar una respuesta opuesta».
El maquiavelismo también se ha vinculado con lesiones en la corteza prefrontal dorsolateral izquierda. La disfunción frontal también se relacionaba con el maquiavelismo.
Daniel Jones también concluyó que quienes obtienen una alta puntuación en maquiavelismo tienen la «estructura neurológica de un manipulador estratégico». La activación de la red positiva para la tarea (TPN por sus siglas en inglés) y la red por defecto (DMN por sus siglas en inglés) también se han asociado con una falta de empatía genuina, y se han observado en el maquiavelismo.
Un estudio reciente vinculó el volumen de sustancia gris en el giro frontal superior izquierdo tanto con el maquiavelismo como con la agresión social, que es «un comportamiento antisocial intencionado para dañar la reputación o las relaciones interpersonales de otros mediante tácticas de manipulación social».

## Relaciones sociales
Se han estudiado ampliamente los efectos que el nivel de maquiavelismo de una persona tiene sobre su socialización y sus relaciones interpersonales, como las amistades y las relaciones románticas. Quienes puntúan alto en maquiavelismo tienen una alta probabilidad de intentar caer bien a grupos de personas mediante elogios y adaptando sus opiniones a las de los individuos que constituyen estos grupos.
Estos maquiavélicos tienen más probabilidades de elegir amigos de mejor calidad, ya que les resulta más fácil adivinar quién es una buena persona y, por tanto, más susceptible a la manipulación. El maquiavelismo también se correlacionó con el retraimiento y la evasión en las relaciones románticas. A las personas con altos niveles de los rasgos de la tríada oscura les resulta fácil terminar relaciones y tienden a preferir las relaciones a corto plazo sobre las de largo plazo. 
Los estudios sobre el cortejo mostraron que las mujeres con un alto nivel de maquiavelismo tienden a tener citas no por razones sexuales, sino por comida gratis, un fenómeno conocido como "llamada foodie". 
Debido a que la falta de empatía y afecto hacia los demás es una de las principales características del maquiavelismo, los individuos maquiavélicos tienden a actuar de manera utilitaria y egoísta, prefieren relaciones emocionalmente distantes y no se preocupan por las necesidades de la otra persona.   Manifiestan una menor satisfacción en sus relaciones que quienes puntúan menos en este rasgo.
Aunque se han realizado investigaciones sobre el potencial "atractivo" de los rasgos de la tríada oscura, de todos los rasgos de la tríada oscura, el maquiavelismo fue el menos atractivo para el sexo opuesto.  
Un estudio concluyó que «el tercer rasgo de esta tríada, el maquiavelismo, se asoció significativa y negativamente con la probabilidad de ser elegido por mujeres y el atractivo en relaciones a corto plazo (STR por sus siglas en inglés) en las mujeres». Otro estudio afirmó que esto se debía a que las personas con un alto nivel de maquiavelismo tienden a ser mucho menos extrovertidas que los narcisistas y psicópatas, y que «es posible que a los individuos no les gusten las personas cínicas, manipuladoras, agresivas, despiadadas y engañosas como los maquiavélicos y psicópatas».
Al igual que con los otros rasgos de la tríada oscura, se desprende de los estudios que quienes puntúan alto en maquiavelismo están más dispuestos a trollear o insultar a otros en Internet; sin embargo, un estudio de 2021 no encontró una conexión particularmente fuerte entre el troleo y los rasgos de personalidad oscuros. 
El maquiavelismo también se ha correlacionado con una creencia más alta que el promedio en las teorías de la conspiración. Debido a su énfasis en la jerarquía, los maquiavélicos también presentaron niveles más altos de prejuicio y puntuaciones más altas de orientación al dominio social (ansia de poder).

### Diferencias de género
Las investigaciones han demostrado sistemáticamente que los hombres obtienen puntuaciones más altas que las mujeres en maquiavelismo. Hay evidencia que sugiere que el maquiavelismo se representa de manera diferente en ambos sexos, siendo los hombres más oportunistas, seguros de sí mismos y dispuestos a asumir riesgos, mientras que las mujeres con un mayor nivel de maquiavelismo tienen más probabilidades de ser evitativas y tener rasgos ansiosos.
Aunque sólo la psicopatía fue un indicador de futura infidelidad entre los hombres, tanto la psicopatía como el maquiavelismo predijeron este comportamiento en las mujeres.
Los resultados de un trabajo de investigación mostraron que los hombres con un alto nivel de maquiavelismo no eran impulsivos y tenían un alto nivel de planificación. En las mujeres no ocurría así. Esto sugiere que la aparente impulsividad del maquiavelismo puede ser una cuestión de género.
Peter Jonason sugirió que la razón por la cual los hombres obtienen puntuaciones mucho más altas que las mujeres en los rasgos de la tríada oscura es que los hombres necesitan menos conexión emocional para salir adelante en la vida.

### Estudios transculturales
Se han realizado numerosos estudios sobre cómo se presenta el maquiavelismo en personas de diferentes países y con diferentes culturas. Múltiples estudios han descubierto que en casi todos los países los hombres obtienen puntuaciones más altas que las mujeres en maquiavelismo y que las diferencias de género son notables.
Si se comparaban poblaciones de países occidentales con las de otros países, los niveles generales de rasgos de la tríada oscura variaban significativamente. Esto fue atribuido por los autores de un estudio a factores sociopolíticos y niveles de compromiso económico.
En otro estudio transcultural, el maquiavelismo también mostró asociaciones con valores interactivos o normativos limitados.
Otro estudio investigó la relación entre el reconocimiento de emociones y los rasgos oscuros (incluido el maquiavelismo) en diferentes culturas. Los efectos dependieron del género y la cultura. Tanto entre los hombres como entre las mujeres alemanes, el maquiavelismo mostró fuertes asociaciones positivas con tácticas de manipulación emocional.
Algunos académicos advirtieron de un problema con muchos estudios transculturales sobre el maquiavelismo, principalmente que «los investigadores han usado medidas de maquiavelismo (Mach IV) derivadas de conceptos occidentales, y que pueden no tener significados similares cuando se aplican a grupos no occidentales».

### Agresión y comportamiento antisocial
El maquiavelismo tiene poca asociación con la agresión directa, tanto verbal como física. Las personas con un alto nivel de maquiavelismo tienden a ser más agresivas con sus parejas de corto plazo que con las de largo plazo. Aunque el maquiavelismo se asocia con la hostilidad, quienes tienen un alto nivel de maquiavelismo pueden enmascararlo con alguna táctica de manipulación.
El maquiavelismo también se asocia con utilizar la agresión pensando en objetivos a largo plazoː solo se participa en conductas antisociales cuando hay poco en juego y se pueden obtener beneficios, a diferencia de la psicopatía y el narcisismo. 
En un estudio realizado por Delroy Paulhus y Daniel Jones, se descubrió que los maquiavélicos se abstenían de hacer trampa en situaciones de riesgo y preferían mantener su reputación a largo plazo antes que buscar ganancias financieras a corto plazo. Estos autores afirman que los maquiavélicos pueden hacer trampa en escenarios de alto riesgo, pero sólo en situaciones de agotamiento del ego (esto es una teoría, con unos estudios que parecen demostrarla y otros que parecen desmentirla), lo que hace que su comportamiento parezca similar al de los psicópatas.
McHoskey descubrió que el comportamiento maquiavélico se asocia con «engaños, divulgación de secretos sexuales íntimos a terceros, y tanto fingir amor como emborrachar a la pareja para conseguir sexo». También sugirió que el maquiavelismo se correlaciona con centrarse mucho en el afán de lucro y con conductas antisociales como robar, vandalizar y engañar, en oposición a comportamiento prosocial, como ayudar a otros.

## En el lugar de trabajo
El maquiavelismo también es estudiado por los psicólogos organizacionales, especialmente aquellos que estudian las conductas manipuladoras en entornos laborales. Las conductas en el lugar de trabajo asociadas con este concepto incluyen la adulación, el engaño, la coerción y el abuso de otros a través de la posición de liderazgo. El individuo maquiavélico se comporta así con el fin último de favorecer sus intereses personales. Las personas con intensos rasgos de la tríada oscura obtienen diferentes resultados en el ámbito laboral: unas tienen éxito y otras se quedan atrás.
Las personas con puntuaciones elevadas en maquiavelismo tienden a escoger trabajos que requieren un alto grado de competitividad para tener éxito. Son lo suficientemente ambiciosas como para tomar atajos cuestionables y utilizar medios agresivos si es necesario para avanzar en sus carreras. Se sienten más atraídas por los campos de la economía, el Derecho o la política, a diferencia de disciplinas más "orientadas a la persona" como educación, enfermería o trabajo social, preferentemente escogidas por individuos con puntuaciones más bajas en maquiavelismo.
Los altos niveles de maquiavelismo de un superior afectan negativamente al éxito profesional y al bienestar de sus subordinados. A las personas maquiavélicas les resultó más fácil obtener puestos de liderazgo y un mejor salario. Se identificó al maquiavelismo como un moderador significativo en la relación entre las percepciones de las culturas de adhocracia (de la expresión latina ad hoc, según el caso; es un tipo infrecuente de organización) y jerarquía y la victimización por acoso. El impacto positivo del liderazgo moral de un líder posiblemente pueda verse reducido si esa persona puntúa alto en maquiavelismo.

## Evaluación de escala

### Dimensiones de la escala MACH
Aunque se han propuesto múltiples factores y estructuraciones, son 2 las dimensiones que emergen de manera más consistente de los análisis factoriales del maquiavelismoː puntos de vista (views) y tácticas (tactics). 
La dimensión "puntos de vista" parece reflejar los aspectos neuróticos, narcisistas, pesimistas y desconfiados del maquiavelismo, mientras que "tácticas" captura los aspectos conductuales más desconsiderados, egoístas y torticeros.
Aunque muchos postulan que la escala Mach IV no puede capturar fiablemente estas 2 dimensiones, un subconjunto de 10 elementos de la escala, conocido como "Mach IV bidimensional" (TDM-V por sus siglas en inglés), reproduce estas 2 dimensiones en todos los países, géneros, tipos de muestra y longitud de categoría de la escala.  Más recientemente, en respuesta a las críticas al Mach-IV, los investigadores desarrollaron el Inventario de maquiavelismo de cinco factores (FFMI por sus siglas en inglés), que intenta incluir conceptos no capturados adecuadamente por el Mach-IV, como ser calculador y planificador.

### Validez del constructo y críticas
Se ha debatido cuán válidas son las escalas del maquiavelismo para abordar este constructo. Los críticos de estas escalas suelen afirmar que, en realidad, no miden el rasgo teórico, sino algo idéntico a la psicopatía y al narcisismo. Por ejemplo, a menudo se argumenta que el maquiavelismo se caracteriza por una menor impulsividad y un mejor pensamiento a largo plazo en comparación con la psicopatía, pero algunas investigaciones empíricas muestran, como se ha dicho, que las personas maquiavélicas pueden actuar impulsivamente en ciertas situaciones.
Lynam y otros afirmaron: «Sugerimos que las medidas existentes de maquiavelismo funcionan como indicadores indirectos de la psicopatía». El psicólogo John Rauthmann consideró el MACH-IV más bien como una medida de cinismo, y que en realidad no refleja otras características del maquiavelismo.
La mayor parte de la investigación realizada sobre el maquiavelismo se ha realizado con Mach IV o Mach V, aunque Mach V ya no se utiliza debido a problemas psicométricos. Muchos han expresado su preocupación por la fiabilidad de la escala Mach IV para capturar todas las características del maquiavelismo, por lo que se han hecho numerosas propuestas a favor de otras escalas. 
John Rauthmann y otros han afirmado que, si bien la MACH-IV es «una escala generalmente fiable y válida», tiene sus deficiencias. Entre ellas pueden citarse los estilos de respuesta de los examinados, las diferentes estructuras factoriales y una «insuficiente validez de contenido y de constructo». 
Los investigadores desarrollaron su propia escala para estudiar, en su opinión más eficazmente, el maquiavelismo de forma multidimensional en lugar de unidimensional.
El psicólogo Jason Dahling y otros han creado otra medida del maquiavelismo, denominada Escala de personalidad maquiavélica (MPS por sus siglas en inglés).
Daniel Jones destacó que el MACH IV, a pesar de todos sus méritos, es un «instrumento obsoleto» que, por su escasa precisión, no está ayudando a la psicología. Finalmente, afirma que «debería ser reemplazado por evaluaciones que reflejen con mayor precisión el concepto». 
Los académicos señalan que existe una tendencia a confundir la escala con las ideas de Nicolás Maquiavelo, a pesar de que no tiene ninguna relación con la figura histórica ni con sus obras políticas. En cuanto al MACH-IV, estudiosos recientes han afirmado que casi todos los elementos de la escala atribuidos a Maquiavelo no provienen de él (no es algo nuevoː el creador de la escala ya dijo que Maquiavelo no era su base, sino solamente su inspiración), y que solo un elemento (el número 20) corresponde de alguna manera a sus escritos reales. Además, dos artículos sobre MACH-IV hacen referencia a PT Barnum (nacido en 1810) y a la eutanasia voluntaria, ambos sin relación con las ideas de Maquiavelo. 

### Aplicación de la escala en otras investigaciones
En 2002, la escala de maquiavelismo de Christie y Geis fue aplicada por los teóricos de juegos conductuales Anna Gunnthorsdottir, Kevin McCabe y Vernon L. Smith en su búsqueda de explicaciones para el comportamiento específico en juegos experimentales, especialmente elecciones individuales que no corresponden a los supuestos de interés material propio capturados por la predicción del equilibrio de Nash estándar. Se encontró que en un juego de confianza, aquellos con altos puntajes de Mach-IV tendían a seguir las estrategias de equilibrio Homo œconomicus, mientras que aquellos con bajos puntajes de Mach-IV tendían a desviarse del equilibrio y, en cambio, tomaban decisiones que reflejaban estándares morales y preferencias sociales ampliamente aceptados.
En un estudio, el maquiavelismo se asoció positivamente con la toma de decisiones económicamente oportunistas para maximizar el beneficio general. Los niveles del rasgo también influyeron en el nivel de confianza que tenía un individuo respecto de los motivos de otra persona. Los autores continúan explicando que el uso de «estrategias cooperativas o de desertor [que abandona o traiciona al otro; ver Dilema del prisionero] está sujeto a importantes diferencias individuales».
Un estudio realizado por David Wilson y otros investigadores señaló que, si bien quienes puntúan alto en maquiavelismo tienden a desertar de sus grupos, es poco probable que tengan éxito a largo plazo simplemente manipulando a otros, y que cierta cooperación es necesaria para que tengan mayor éxito y para evitar que se tomen represalias en su contra. 
Wilson también señaló que, dado que quienes tienen un alto nivel de maquiavelismo a menudo se muestran encantadores y atractivos en breves encuentros sociales, no está claro si son engañosos o simplemente muy hábiles socialmente. Los investigadores pidieron a personas que obtuvieron puntuaciones altas y bajas en maquiavelismo que escribieran historias en primera persona. Luego otros participantes evaluaron estas historias. Los resultados mostraron que las personas con bajo maquiavelismo tendían a ser más cooperativas, mientras que aquellas con alto maquiavelismo eran más explotadoras. Basándose en estas historias, los maquiavélicos eran generalmente rechazados como compañeros sociales, excepto cuando sus habilidades manipuladoras podían usarse contra miembros de otros grupos.